# Savon de Marseille

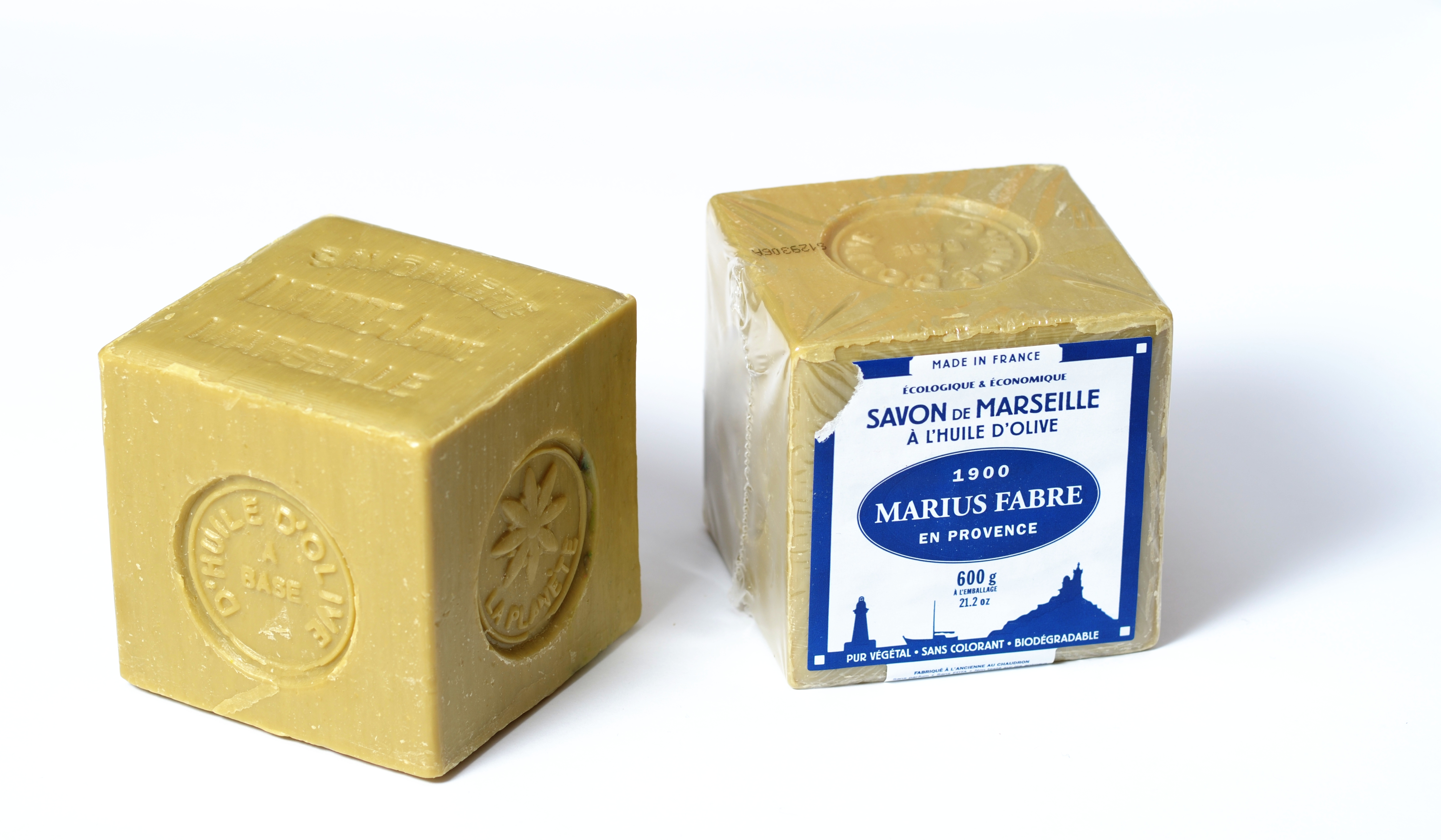

Le savon de Marseille est un type de savon résultant de la saponification d'un mélange d'huiles, généralement végétales, par de la soude. Particulièrement efficace par son pouvoir nettoyant, ce produit utilisé pour l’hygiène du corps peut être fabriqué de façon industrielle ou artisanale.
L'appellation de « savon de Marseille » n’est pas une appellation d'origine contrôlée, elle correspond seulement à un procédé de fabrication codifié garantissant une teneur minimale d’acides gras. D'autres matières grasses que l'huile d'olive peuvent être utilisées dans ce procédé, y compris du suif, d'origine animale. La méthode traditionnelle demande cependant que les huiles utilisées soient d'origine végétale.
Le premier savonnier est recensé dans la région de Marseille en 1370. La formule de ce savon a été réglementée au XVIIe siècle sous le roi Louis XIV. En 1688, Colbert passe un édit limitant l'utilisation du nom « savon de Marseille » aux savons fabriqués à l'huile d'olive dans la région de Marseille. Historiquement, une teneur de 72 % en masse d’acides gras était garantie dans le savon de Marseille traditionnel, uniquement préparé à partir d'huile d'olive.
La région de Marseille compte 90 savonneries au XIXe siècle et connaît son apogée en 1913 avec 180 000 tonnes produites. Après 1950, l'essor des détergents de synthèse précipite son déclin. La Chine et la Turquie sont aujourd'hui les plus gros fabricants de savon de Marseille.

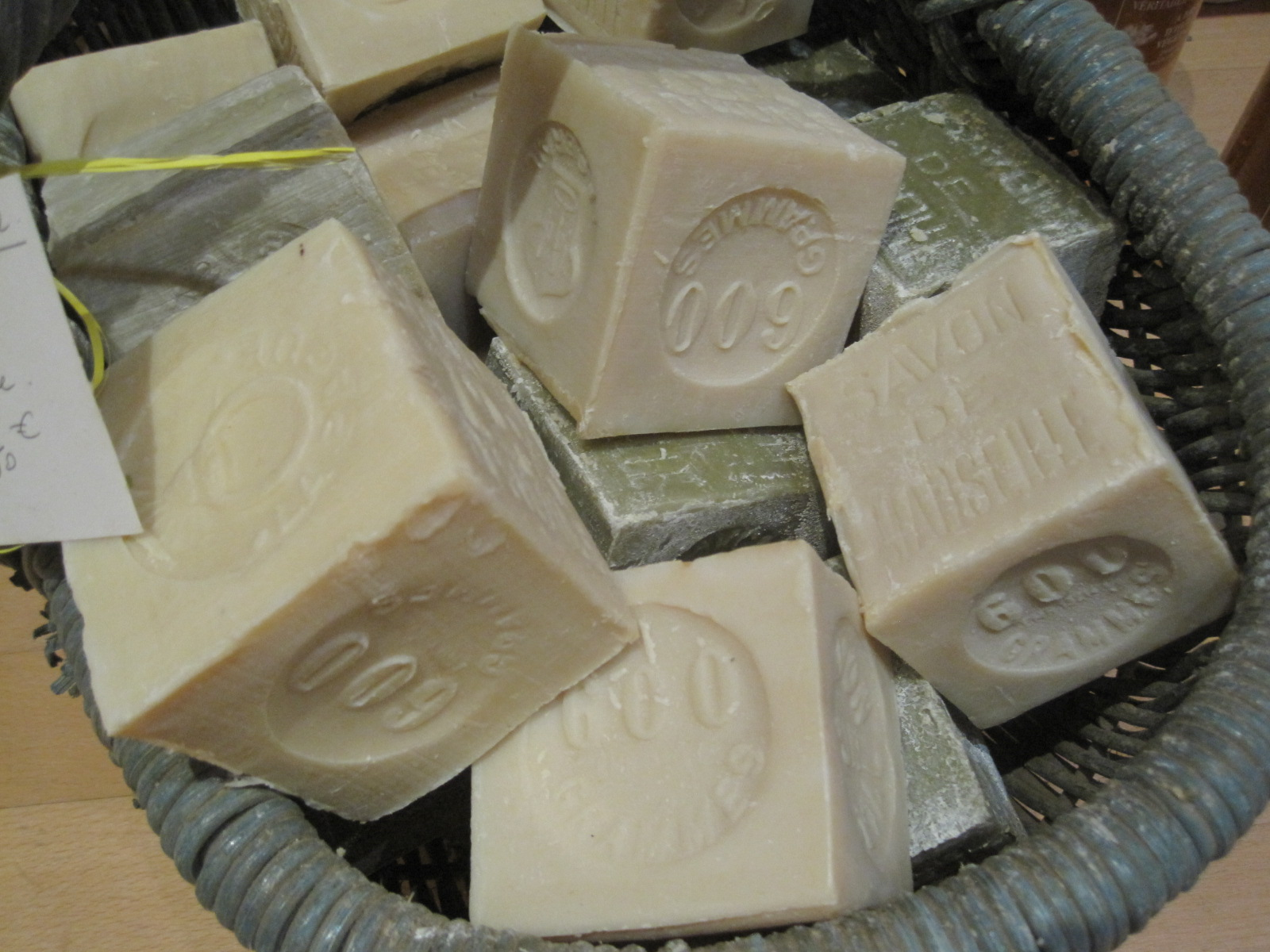
Savons de Marseille.

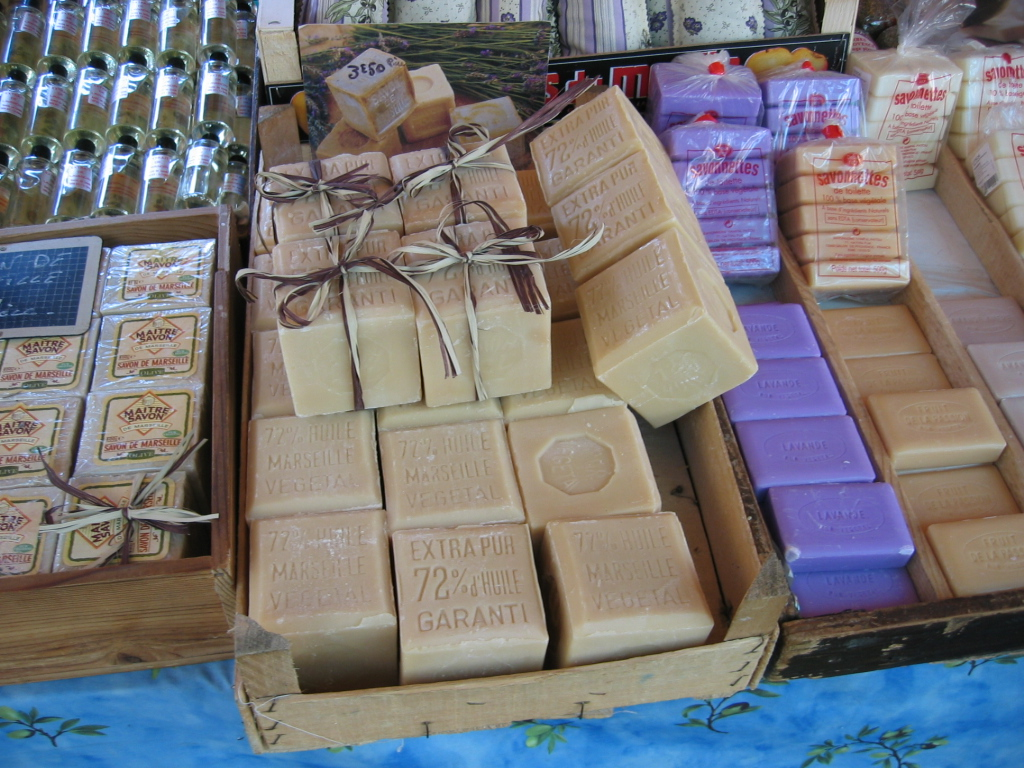
Savons de Marseille.

## Histoire

### La création de l'industrie du savon de Marseille

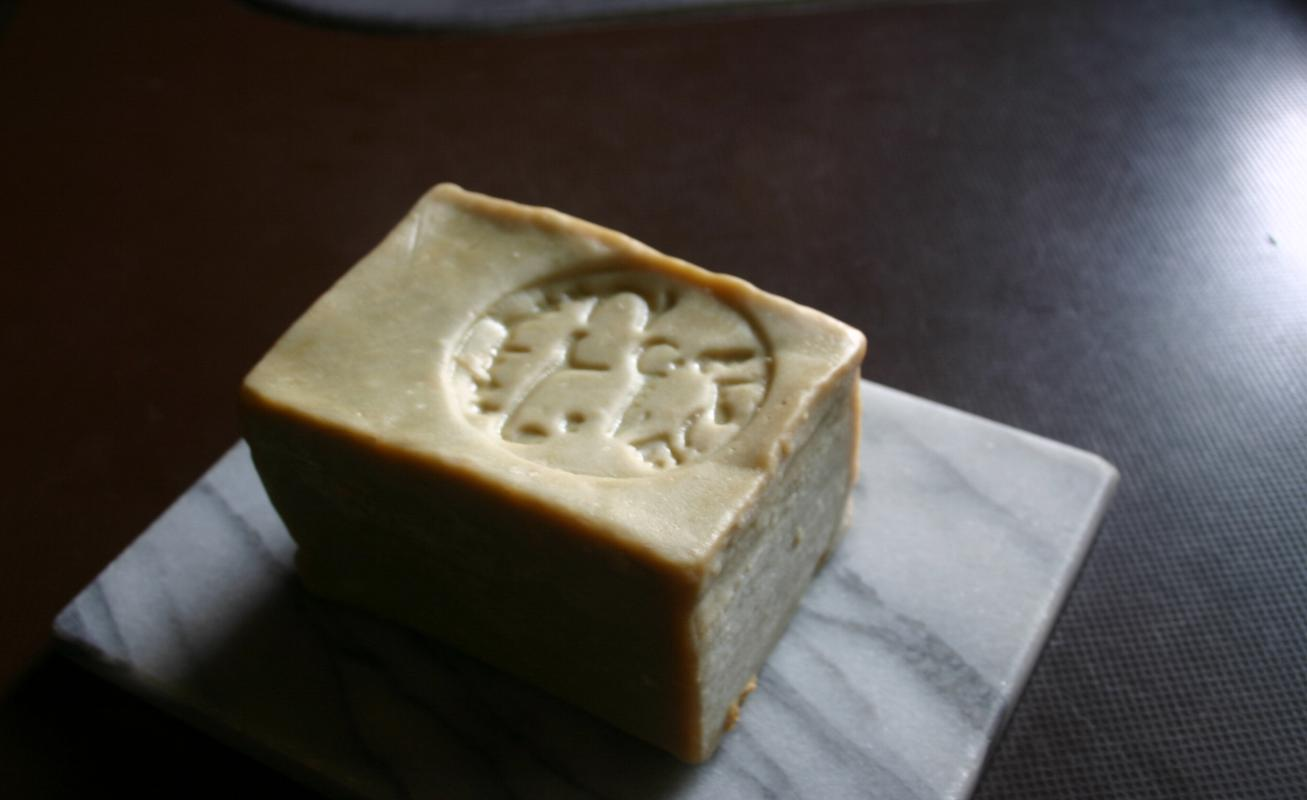
Savon d'Alep.

En France, le savon est utilisé depuis l'Antiquité. L'encyclopédiste romain du Ier siècle, Pline, rapporte dans son Histoire naturelle (XXVIII, 191) que les Gaulois emploient un produit à base de suif et de cendres pour se teindre les cheveux en roux. Ce savon sert de gel et de décolorant à cheveux.
Le savon de Marseille trouve son origine dans le savon d’Alep en Syrie, qui existait depuis des milliers d'années. Le mode de fabrication de celui-ci, à base d'huile d'olive et de laurier, s'est répandu à travers le bassin méditerranéen, à la suite des Croisades, en passant par l'Italie et l'Espagne, pour atteindre Marseille.
La cité phocéenne possède des manufactures de savon à partir du XIIe siècle qui utilisent comme matière première l'huile d'olive extraite en Provence la plus proche. La soude, terme qui à l’époque désigne un carbonate de sodium plus ou moins pur, provient des cendres des plantes des milieux salins, en particulier la salicorne. En 1371, le premier savonnier marseillais qui utilise la soude se nomme Crescas Davin. En 1593, Georges Prunemoyr, dépassant le stade artisanal, fonde la première fabrique marseillaise,.
Au début du XVIIe siècle, la production des savonneries marseillaises peine à satisfaire la demande de la ville et son terroir. Le port de Marseille reçoit même des savons de Gênes et d'Alicante. Mais la guerre rompant l'approvisionnement d'Espagne, les savonniers marseillais doivent augmenter leur production de façon à pouvoir fournir l'Europe occidentale, d'abord le nord du Grand Royaume de France[réf. souhaitée], les îles britanniques, la Hollande et surtout l'Allemagne, où les acheteurs pressent leurs commandes avant le grand collapsus de la Guerre de Trente Ans.
En 1660, on compte dans la ville sept fabriques dont la production annuelle s'élève à près de 20 000 tonnes. Sous Louis XIV, la qualité des productions marseillaises est telle que « le savon de Marseille » devient un nom commun. Il s'agit alors d'un savon de couleur verte qui se vend principalement en barre de 5 kg ou en pains de 20 kg.
Le 5 octobre 1688, un édit de Louis XIV, signé par Jean-Baptiste Colbert de Seignelay fils de Colbert, secrétaire de la Maison du Roi, réglemente la fabrication du savon. Selon l'article III de l'édit : « On ne pourra se servir dans la fabrique de savon, avec la barrille, soude ou cendre, d'aucune graisse, beurre ni autres matières ; mais seulement des huiles d'olives pures, et sans mélange de graisse, sous peine de confiscation des marchandises ». Les manufactures de savons doivent cesser leur activité l’été car la chaleur nuit à la qualité du savon. Le respect de cette réglementation assure la qualité du savon et fait la renommée des savonneries marseillaises.
Dans le même temps, des fabriques de savon s'installent dans la région, à Salon-de-Provence, Toulon ou Arles.

### L'industrie du savon
En 1786, quarante-neuf savonneries produisent à Marseille 76 000 tonnes, emploient 600 ouvriers et un volant de main d'œuvre au plus fort de la saison de fabrication, 1 500 forçats prêtés par l’arsenal des galères.
En 1794, puis à partir du blocus continental en 1806 et surtout de la guerre d’indépendance espagnole en 1808, les savonniers de Marseille se trouvent privés des soudes naturelles importées d’Espagne. En 1809, Napoléon en profite pour imposer leur remplacement par des soudes artificielles obtenues à partir de sel de mer, d'acide sulfurique résultat de la combustion du soufre, de calcaire et de charbon de bois, par application du récent procédé chimique de Nicolas Leblanc, puis il interdit totalement l’importation de soude. Il en résulte un essor spectaculaire de l’industrie chimique dans la région des étangs. Les Bouches-du-Rhône comptent quatorze soudières artificielles en 1810 ; l'industrie marseillaise continue à se développer jusqu'à compter soixante-deux savonneries en 1813.

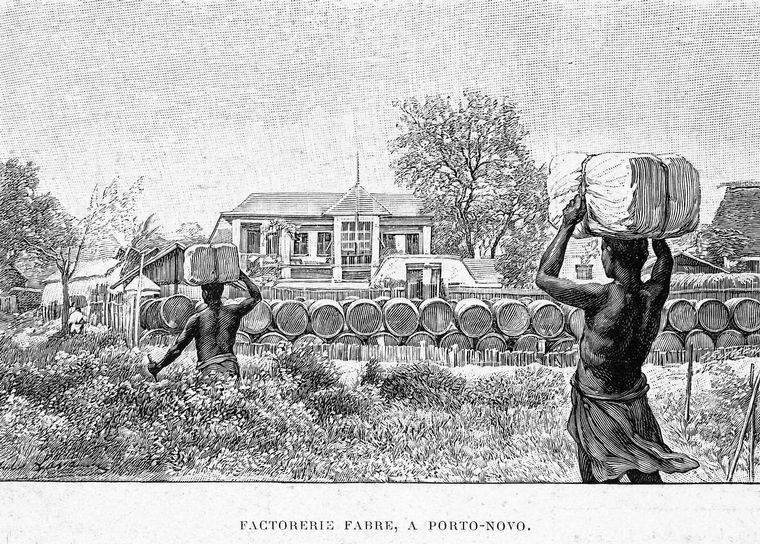
Factorerie Fabre à Porto-Novo (Dahomey, 1895).

À partir de 1820, de nouvelles matières grasses sont importées et transitent par le port de Marseille. Les huiles de palme, d'arachide, de coco et de sésame en provenance d'Afrique ou du Moyen-Orient sont utilisées pour la fabrication du savon.
Les savonneries marseillaises subissent la concurrence des savonneries anglaises ou parisiennes, ces dernières emploient du suif qui donne un savon moins cher.
Au début du XXe siècle, la ville de Marseille possède quatre-vingt-dix savonneries. François Merklen fixe en 1906 la formule du savon de Marseille : 63 % d’huile de coprah ou de palme, 9 % de soude ou sel marin, 28 % d'eau. Cette industrie est florissante jusqu'à la Première Guerre mondiale où la difficulté des transports maritimes des graines porte gravement atteinte à l'activité des savonniers. En 1913, la production représente 180 000 tonnes et n'est plus que 52 817 tonnes en 1918.
Après la guerre, la savonnerie bénéficie des progrès de la mécanisation bien que la qualité du produit reste due à l'emploi des anciens procédés et la production remonte pour atteindre 120 000 tonnes en 1938. Lorsque la Seconde Guerre mondiale éclate, Marseille assure encore la moitié de la production française mais les années qui suivent sont désastreuses. Le savon est supplanté par les détergents de synthèse et les savonneries marseillaises ferment les unes après les autres.
Dans la région marseillaise, seules six savonneries continuent à fabriquer du savon comme il se fabriquait il y a trois siècles et produisent encore le fameux cube de 600 grammes estampillé avec le nom de la savonnerie et la mention « 72 % d’huile » :
- la Savonnerie du Fer-à-cheval ;
- Savonnerie du Midi ;
- Marius Fabre ;
- la Savonnerie le Sérail ;
- Rampal Latour;
- Savonnerie marseillaise de la Licorne.

Seules quatre savonneries marseillaises le fabriquent encore de façon artisanale: celle du Fer à cheval, du Midi, du Sérail et Marius Fabre.

### La fabrication de savon d'huile dans les îles grecques
Dans les îles grecques, à Corfou et à Mytilène notamment, il existait encore il y a une centaine d'années des petites usines qui fabriquaient du savon à base d'huile d'olive.
Dans les villages, on extrayait l'huile d'olive avec des presses en bois et le fabricant de savon rachetait les déchets riches en huiles (le grignon). Le fabricant possédait des presses à huile en métal et extrayait l'huile restante très chargée en acide (aujourd'hui une huile de ce type est raffinée). L'huile extraite servait de base à la fabrication de savon et les déchets de l'extraction ultime servaient à entretenir les feux.
On retrouvait un tel procédé à Mytilène et à Rhodes. À Rhodes, le fabricant venait de Mytilène et s'appelait Agiakatsika. Les maisons qu'il fit construire pour ses filles sont des chefs-d’œuvre du néo-classicisme grec.

## Fabrication du savon de Marseille

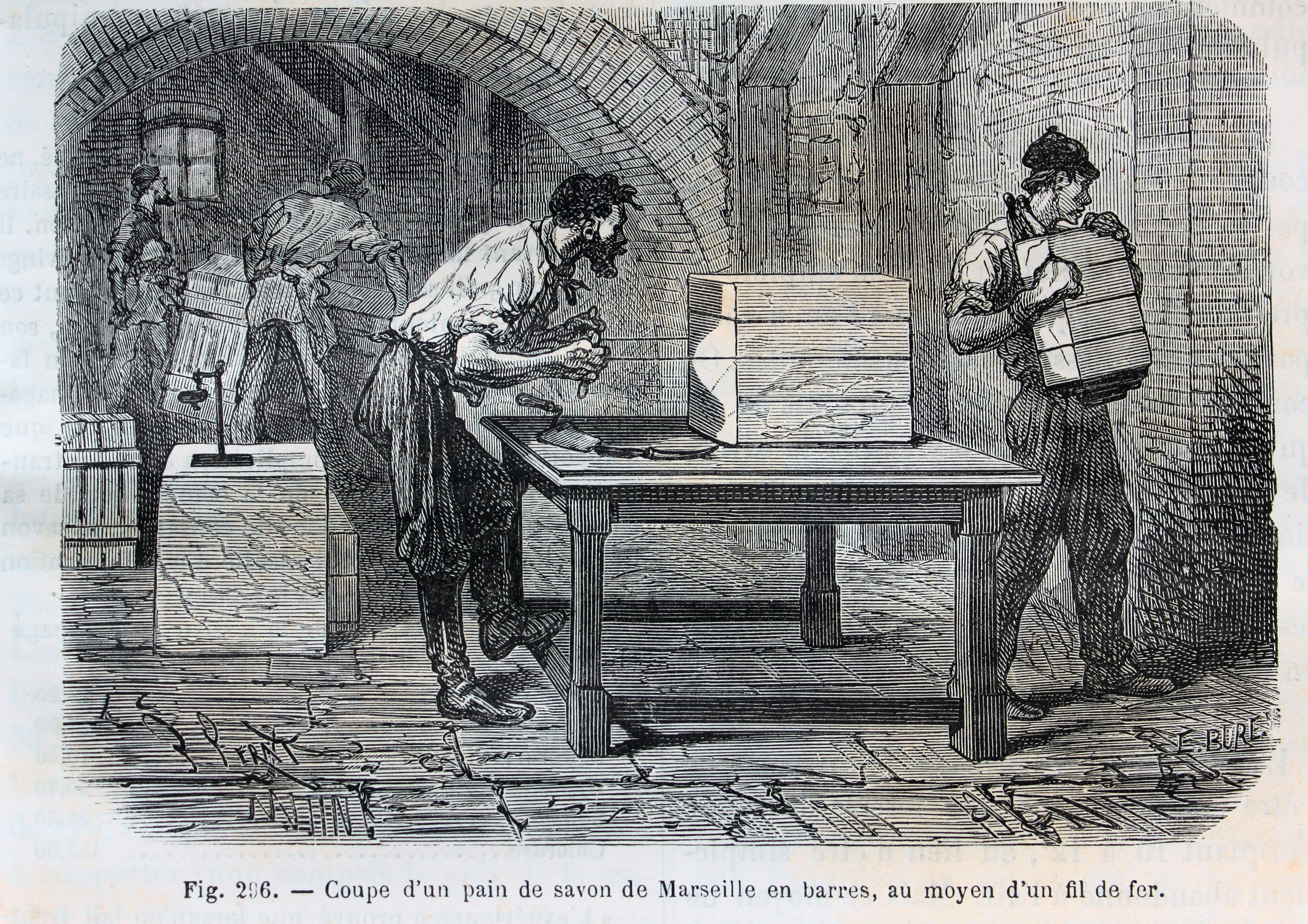
Coupe d'un pain de savon au fil.

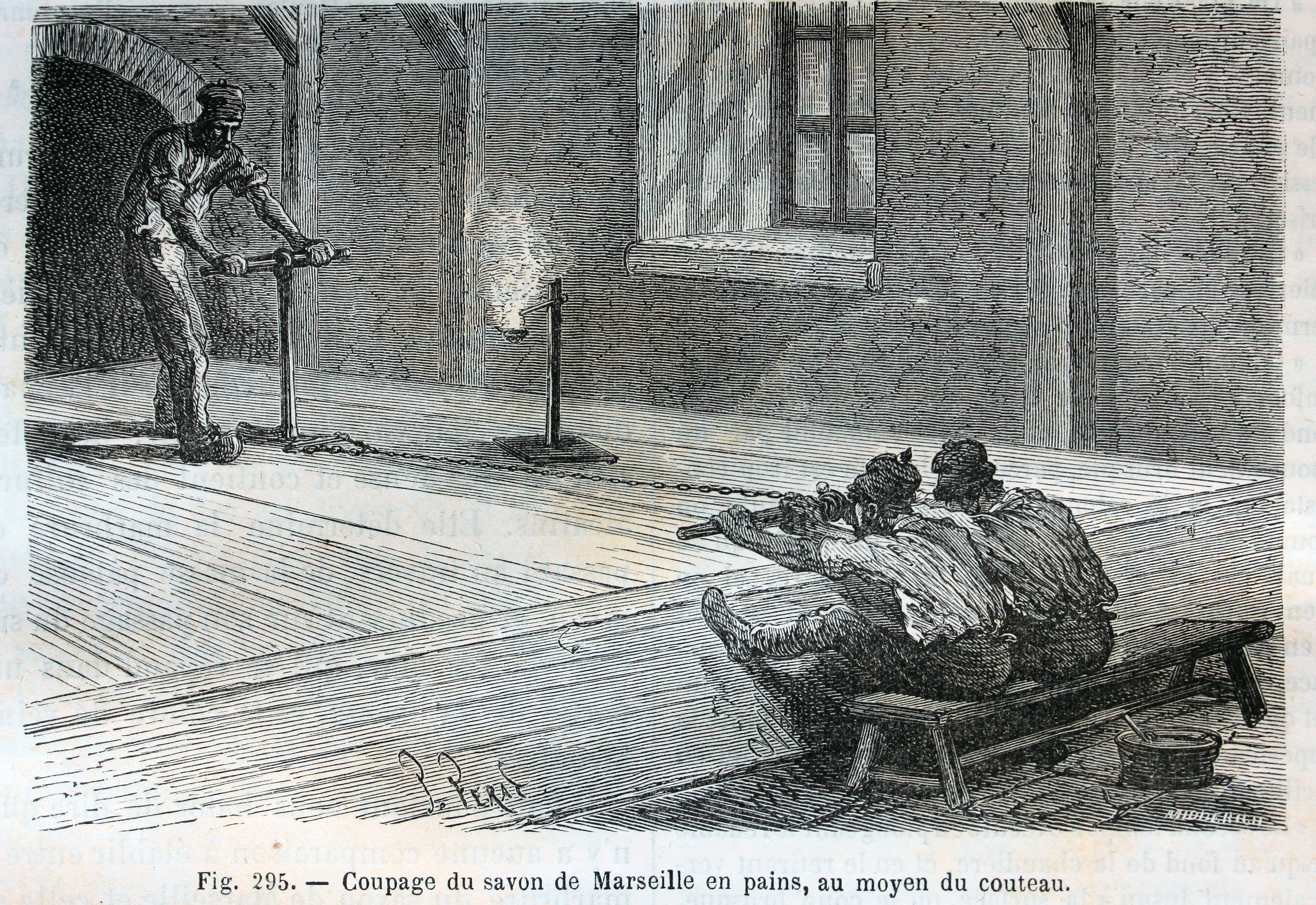
Coupage au couteau.

La saponification de corps gras est la réaction que les maîtres savonniers marseillais conduisaient dans des cuves traditionnelles ou industrielles.

### La saponification
Le savon de Marseille résulte d'une réaction chimique de saponification. C'est une simple hydrolyse alcaline, de corps gras par une base forte. Les esters que sont les corps gras issus de graisses sont hydrolysés en milieu alcalin par une base, la soude (NaOH). L'hydrolyse des esters produit du glycérol (glycérine) et un mélange de carboxylates de sodium, c'est-à-dire des sels ioniques d'acides gras, qui constituent le composant déterminant du savon sous une phase condensée, parfois dénommée semi-cristalline après séchage.

### Le procédé marseillais
Le procédé marseillais est un procédé discontinu de fabrication du savon. Il se compose de plusieurs étapes :

#### L'empâtage et l’épinage
On introduit en même temps les matières grasses (le grignon d'olive) et la soude dans une cuve ou une chaudière que les savonniers appellent le chaudron, de grande contenance, et on les mélange tout en les chauffant à 120 °C. La saponification démarre. La température élevée sert à accélérer la réaction de saponification. Les graisses et la soude ne sont pas miscibles. Pour faciliter la réaction, on met un fond de savon provenant d'une précédente fabrication qui sert à former une émulsion entre les phases huileuses et aqueuses. C’est pour la même raison qu’on agite le mélange.
On soutire ensuite la glycérine obtenue, qui rejoint la phase aqueuse en fond de cuve. Ainsi, l'industrie du savon donne naissance à des industries annexes. Un exemple d'industrie annexe est la « stéarinerie » ou fabrication des bougies par précipitation de l'acide stéarique en ajoutant un acide dans une solution de savon à base de gras saturé comme le suif.

#### La cuisson
On rajoute de la soude pour avoir une réaction plus complète des matières grasses. Si une partie des matières grasses ne réagissait pas avec la soude, elle risquerait de rancir et poserait des problèmes de conservation. La pâte est cuite plusieurs heures.

#### Le relargage
La pâte est nettoyée à l’eau salée pendant plusieurs heures pour éliminer la soude en excès. On opère avec une solution aqueuse saturée en chlorure de sodium soit 360 g de NaCl par litre d'eau. Le savon est très peu soluble dans l’eau salée à la différence de la soude. Il forme un précipité que l’on récupère par soutirage.
Le savon terminé ne contient plus du tout de soude, car, si le lavage est soigné, l'eau salée a entraîné la soude, les autres impuretés de l'huile ainsi que la glycérine. C'est la délipidation du savon.

#### La liquidation
La pâte est mise au repos. Elle est lavée à l’eau.

#### Le coulage et le séchage
La pâte fluide est versée dans des moules, puis le savon humide est mis à sécher pour le durcir.

#### Le découpage et l’estampillage
Le savon solidifié est découpé en cubes, puis marqué. À l'origine, le savon de Marseille traditionnel affiche 72 % d'huile d'olive. Il contient cette teneur massique en acide gras, acide gras provenant de l'huile d'olive. Ce pourcentage était estampillé sur le savon.

## Le savon de Marseille aujourd'hui

### Utilisation
Le savon de Marseille est d'abord un produit de propreté dont l'usage corporel quotidien est avéré depuis plusieurs siècles, en particulier pour les mains et le visage. Il sert aussi comme nettoyant ménager et pour le lavage du linge. On trouve des paillettes de savon de Marseille pour la lessive. On l’emploie notamment pour laver le linge des personnes allergiques et des bébés parce qu’il ne contient pas d’ingrédients allergisants. Antimite et bactéricide, il a contribué à la baisse de la mortalité infantile au XIXe siècle. Selon une croyance populaire, mis au fond d'un lit il éviterait d'avoir des crampes.

### Une définition officielle
Le terme « savon de Marseille » n’est nullement une appellation d'origine contrôlée, il correspond seulement à un procédé de fabrication qui est approuvé depuis mars 2003 par la Direction générale de la concurrence, de la consommation et de la répression des fraudes (DGCCRF), placée sous l'égide du ministère des finances. Cette méthode est issue d'un code validé unilatéralement par l’Association française des industries de la détergence, de l'entretien et des produits d'hygiène industrielle (AFISE). Ce code définit la méthode de fabrication, basée sur les quatre étapes historiques que sont l'empâtage/cuisson, le relargage de la glycérine, le lavage et la liquidation, afin d'assurer l'obtention d'une phase cristalline lisse à 63 % d’acides gras minimale. Elle définit également des contraintes en matière de chargement de corps gras, exclut les huiles acides exception faite des huiles de grignon d'olives. Elle admet le suif sous réserve d'une qualité conforme au règlement européen CE 1774/2002 sur les dérivés animaux utilisables en cosmétique.
Enfin, ce « code du savon de Marseille » limite les additifs et exclut en particulier les tensio-actifs de synthèse. Les additifs utilisables doivent être conformes à la directive CE 76/768 puis au règlement (CE) 1223/2009 relatifs à la mise sur le marché des produits cosmétiques, d'hygiène et de toilette. Ce code distingue une qualité dite savon de Marseille brut, sans colorant, sans parfum, sans additifs. Il n'y a donc pas d'obligation de fabriquer un savon à Marseille pour qu'il puisse avoir l'appellation. L'appellation est liée à la méthode de saponification dite « marseillaise », mise au point grâce au procédé Leblanc de fabrication chimique de la soude caustique.
Ce code est très large et permet à une grande quantité de savons d'origines diverses de bénéficier de l'appellation Savon de Marseille. De ce fait, la Chine et la Turquie sont les plus gros fabricants de savon de Marseille.
Beaucoup de sociétés se disent savonnerie ou revendiquent la notion de Maître Savonnier. Ce ne sont en fait que des « conditionneurs » de savon. La base savon provient essentiellement d'Asie du Sud-Est et le travail consiste uniquement à colorer, parfumer et mouler cette base savon fabriquée selon un procédé moderne qui peut bénéficier de l'appellation Marseille selon le code de l'AFISE.

### Le savon de Marseille français
Le savon de Marseille fabriqué en France devient une exception, certains cependant continuent à produire du savon de Marseille dans plusieurs régions de France.
Dans la région Marseille-Provence, on recense actuellement cinq savonneries artisanales qui respectent la recette d'origine  . Elles fournissent plus de 30 % de la fabrication nationale avec, à Marseille, la savonnerie le fer à cheval (quartier Saint-Barthélémy), une trentaine d'employés, 3 000 tonnes par an ; la Savonnerie du Midi (quartier des Aygalades), une vingtaine d'employés, 900 tonnes par an ; Savonnerie le Sérail, à Sainte-Marthe ; et, à Salon de Provence, Savonnerie Rampal Latour, une quarantaine d'employés, qui détient 2 brevets INPI , et Savonerie Marius Fabre, une trentaine d'employés, 1 000 tonnes par an .
Nantes a été également un site majeur de production de savon en France, industrie apparue dans la ville depuis 1830. Le procédé marseillais y a été introduit en 1844 par l'industriel Henri Serpette (né en 1821 à Louvencourt dans la Somme - mort en 1887 à Nantes, et père du compositeur Gaston Serpette), qui créa la « savonnerie Serpette » à la suite d'un voyage dans la cité phocéenne. La ville comptait naguère une quarantaine de savonneries qui employaient 300 personnes à temps plein, concurrençant leur confrères marseillais. La dernière savonnerie encore en activité dans l'agglomération nantaise, qui est aussi la dernière de type industriel en France, est la « Savonnerie de l'Atlantique » située dans la banlieue sud à Rezé. Employant 47 salariés, et fabriquant 8 000 tonnes de savon dont 6 500 estampillées « Marseille », 32 % de sa production va à l'export,.

### Le savon artisanal
Une véritable recette du savon de Marseille traditionnel est celle fixée par l’édit de Colbert de 1688,, (voir supra). Cependant, avec l'essor du commerce au cours du XIXe siècle, le savon artisanal dit à l’huile d’olive est composé en plus de l’huile d’olive, d’huile de coprah ou d’huile de palme,,, la couleur de celui-ci oscille entre le marron et le vert. Certaines savonneries tentent aujourd’hui de retourner à la recette d’origine.
On trouve aussi du savon de Marseille blanc, composé d’huile d’arachide, d’huile de coprah et d’huile de palme.

### Le savon industriel
Le savon vendu sous le nom de savon de Marseille en grande surface, sur les marchés locaux, ou dans diverses boutiques, est un savon de ménage ou de toilette qui contient différents acides gras, provenant de la saponification de différentes matières grasses. Les principales matières grasses utilisées et les acides gras obtenus sont mentionnés dans le tableau ci-dessous :
| matière grasse (huile ou graisse) | nom INCI de la matière grasse | nom INCI des molécules de savon obtenues | acide gras dominant                       |
| --------------------------------- | ----------------------------- | ---------------------------------------- | ----------------------------------------- |
| Suif (graisse de bœuf)            | Adeps bovis                   | Sodium Tallowate                         | Acide hexadécanoïque                      |
| Saindoux (graisse de porc)        | Adeps Suillus                 | Sodium Lardate                           | Acide cis-9-octadécénoïque                |
| Huile d'arachide                  | Arachis hypogaea              | Sodium Peanutate                         | Acide octadécène-9-oïque ou acide oléique |
| Huile d'olive                     | Olea europaea                 | Sodium Olivate                           | Acide octadécène-9-oïque ou acide oléique |
| Huile de coprah (noix de coco)    | Cocos nucifera                | Sodium Cocoate                           | Acide dodécanoïque                        |
| Huile de palme                    | Elaeis guineensis             | Sodium Palmate                           | Acide hexadécanoïque                      |
| Huile de palmiste                 | Elaeis guineensis             | Sodium Palm Kernelate                    | ?                                         |
| Huile de baies de laurier         | Laurus nobilis                | Sodium laurelate                         |                                           |

Le savon de Marseille industriel contient également des additifs variés : agents anticalcaires, conservateurs, colorants, parfums… Ces additifs sont souvent polluants, c'est-à-dire difficilement biodégradables ou ayant un potentiel toxique à terme dans l'environnement fluvial ou limnique.

### Les produits dérivés
Le savon de Marseille, quel qu'il soit, conserve une image positive qui évoque naturel, simplicité et propreté « à l'ancienne ». En plus des savons, les industriels proposent donc d'autres produits à base de savon de Marseille comme des produits nettoyants et des lessives.
L'industriel Johnson & Johnson utilise cette image dans la gamme de produits Le petit Marseillais, rachetée en 1985, dont le logo intègre un carré rappelant le cube des savons de Marseille. La marque a pour origine un petit poème édité par la parfumerie savonnerie Paul Auzière qui vantait les mérites du savon quotidien parfumé « Le petit Marseillais », alors en vente dans sa boutique, paru dans « la petite Gazette rimée »,.